# 카피레프트

카피레프트의 상징은 ©를 뒤집어서 표현한다.

카피레프트(영어: copyleft) 또는 저좌권(著佐權)은 저작권(영어: copyright 카피라이트[*])에 반대되는 개념으로, 파생 저작물에 동일한 자유를 적용해야 한다는 조건으로 창작물의 자유로운 수정•복제•공유•재배포를 허용하는 법적 기술이다. 카피레프트는 컴퓨터 소프트웨어부터 문서, 예술, 과학적 발견에 이르기까지 다양한 저작물에, 특정 특허에도 유사한 방식이 적용되고 있다.

## 역사

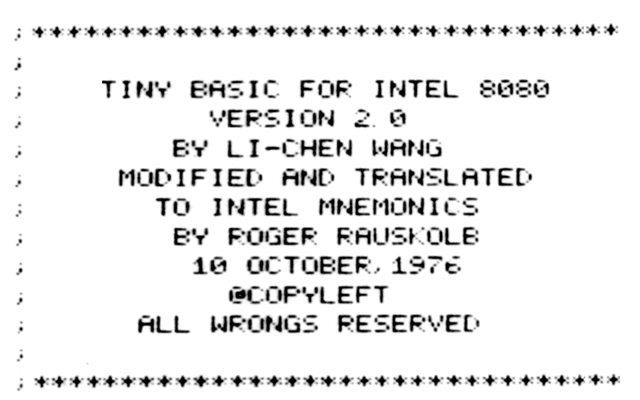
1976년에 사용된 카피레프트: "All Wrongs Reserved"

카피레프트의 초기의 예는 1975년의 피플즈 컴퓨터 컴퍼니(People's Computer Company) 회보에 실린 타이니 베이직(Tiny Basic) 프로젝트이다. 데니스 앨리슨은 단순 버전의 베이직 프로그래밍 언어에 대한 규격을 작성하였다. 이 설계는 텍스트 문자열을 지원하지 않았으며 단지 정수 계산만 사용하였다. 목적은 프로그램 용량이 2~3 킬로바이트의 메모리에 딱 들어맞게 하는 것이다.
회보에 실린 타이니 베이직의 내용은 곧, "Calisthenics & Orthodontia, Running Light Without Overbyte"를 대신하는 타이니 베이직의 Dr. Dobb's Journal이 되었다. 이에 취미를 가진 사람들은 베이직 언어 인터프리터를 그들이 가지고 있던 호스트 컴퓨터 기반의 마이크로프로세서에 맞게 작성하여 소스 코드를 Dr. Dobb's Journal와 다른 잡지에 출판하기 위해 보내기 시작하였다. 1976년 중반까지, 타이니 베이직 인터프리터는 인텔 8080, 모토로라 6800, MOS 테크놀로지 6502 프로세서를 갖춘 컴퓨터에서 사용할 수 있었다. 이는 성공적인 오픈 소스 프로젝트였다.
카피레프트라는 용어는 GNU 프로젝트의 창시자인 자유 소프트웨어 재단의 리처드 스톨만을 통해 널리 퍼졌으며, 스톨먼은 카피레프트의 개념을 저작권법의 틀 안에서 정의하였음을 강조하곤 한다. 이에 반대로 미국의 EFF, 유럽 각국의 해적당을 중심으로 저작권법의 틀을 깬 저작물의 자유로운 사용 주장이 제기되기도 하였다. 특히 EFF의 활동가 존 페리 바로우나 해적당의 여러 인사들은 CCL 조차 용납하지 않고 있다.
그러나 리처드 스톨만은 계속 여러 나라들을 다니며 사람들의 인식을 바꾸며 카피레프트를 주장하고 있다.

## 적용
카피레프트를 사용하는 것은 라이선스의 사용 조건을 정리하는 것이다. 이러한 라이선스는 작품을 소유한 각 사람에게, 다음을 포함하여 저자와 똑같은 자유를 제공하는 것이다.
1. 작품을 연구하고 사용하는 자유
2. 작품을 다른 사람들과 같이 쓰고 복사하는 자유
3. 작품을 수정하는 자유
4. 수정된 작품, 곧 2차 저작물을 배포할 자유

이러한 자유들은 2차 저작물이 같은 자유 조건 하에서의 배포를 보증하는 것은 아니다. 작품이 완전히 카피레프트가 되게 하려면, 라이선스는 2차 저작물의 저자가 이러한 작품을 동등한 라이선스 아래에서 배포할 수 있음을 보증해야 한다.
복제의 일부 제한 뿐만 아니라, 카피레프트 라이선스의 허가에는 다른 잠재적인 문제점이 있다. 이러한 것들은 권리들이 나중에 변경이나 철회될 수 없음을 보증하며, 원 저작물과 2차 저작물이 수정을 쉽게 가능케 하는 형태로 제공할 것을 요구한다. 소프트웨어에서 이는 2차 저작물의 소스 코드가 소프트웨어 자체와 더불어 함께 사용할 수 있도록 만들도록 요구한다.

## 같이 보기
- All Rights Reversed
- 카피프로드
- 지식 재산권
- 자유 저작물
- 자유 소프트웨어 운동